# Röttingen
Röttingen is een plaats in de Duitse deelstaat Beieren, en maakt deel uit van het Landkreis Würzburg.
Röttingen telt 1.652 inwoners.
In 2010 was 90% van de bevolking Rooms-katholiek, 8% protestant en 2% had een ander geloof.
Röttingen ligt dicht bij de grens met de deelstaat Baden-Württemberg. De dichtstbijzijnde grote stad is Würzburg, 35 km ten noorden van Röttingen. 
Röttingen is een belangrijke wijnproducent uit de vallei van de Tauber. 

## Geschiedenis
Het stadje is vermoedelijk in de 5e of 6e eeuw ontstaan. In 1275 verkreeg Röttingen stadsrechten. In 1298 (Rintfleisch-Pogrom) en 1336 (Armledererhebung) was Röttingen het startpunt van bloedige pogroms, die duizenden Joden in grote delen van Zuid-Duitsland het leven hebben gekost. Röttingen had veel ellende te verduren tijdens de Duitse Boerenoorlog van 1524 en de Dertigjarige Oorlog (1618-1648).

## Afbeeldingen

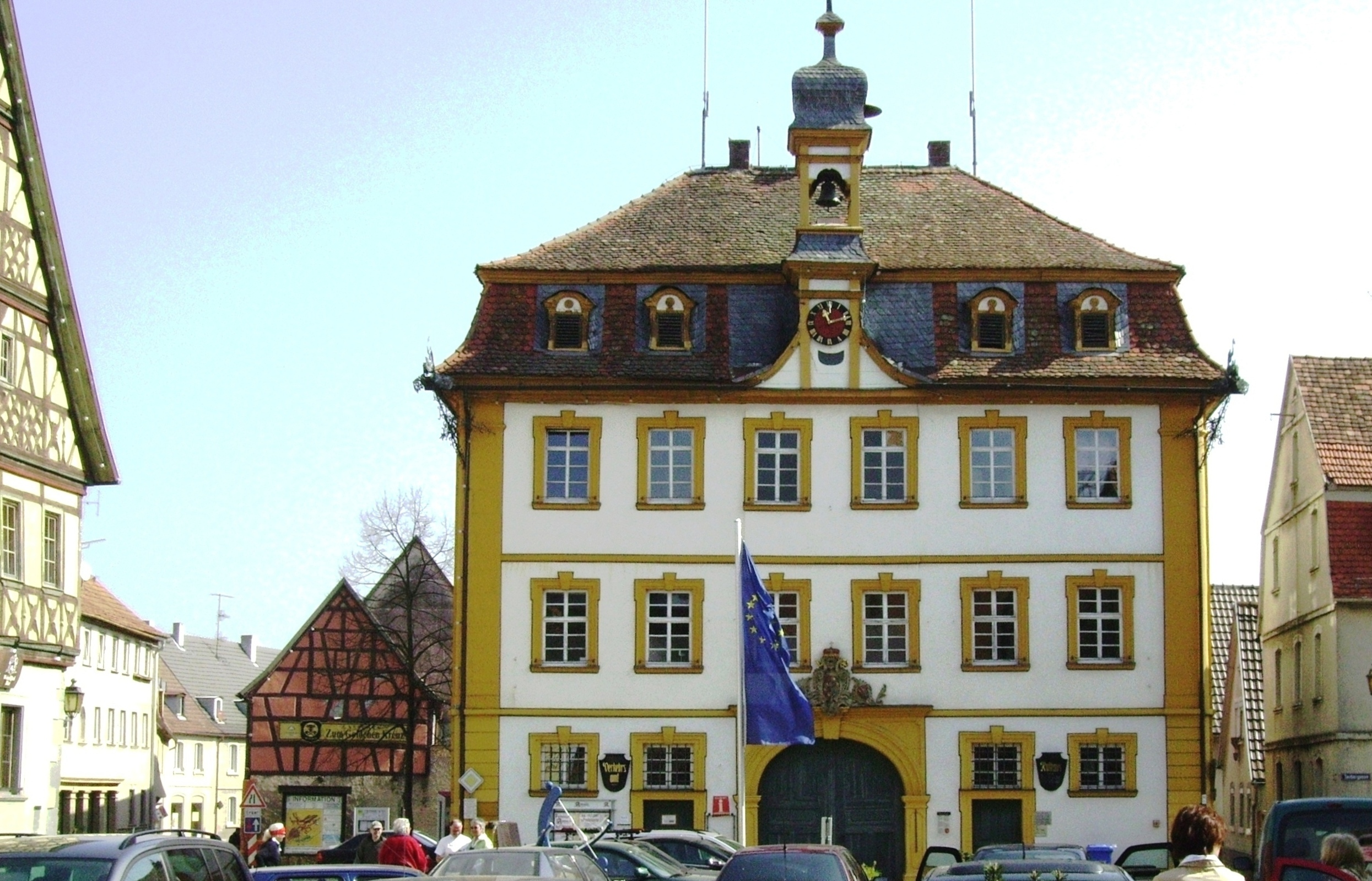
Stadhuis
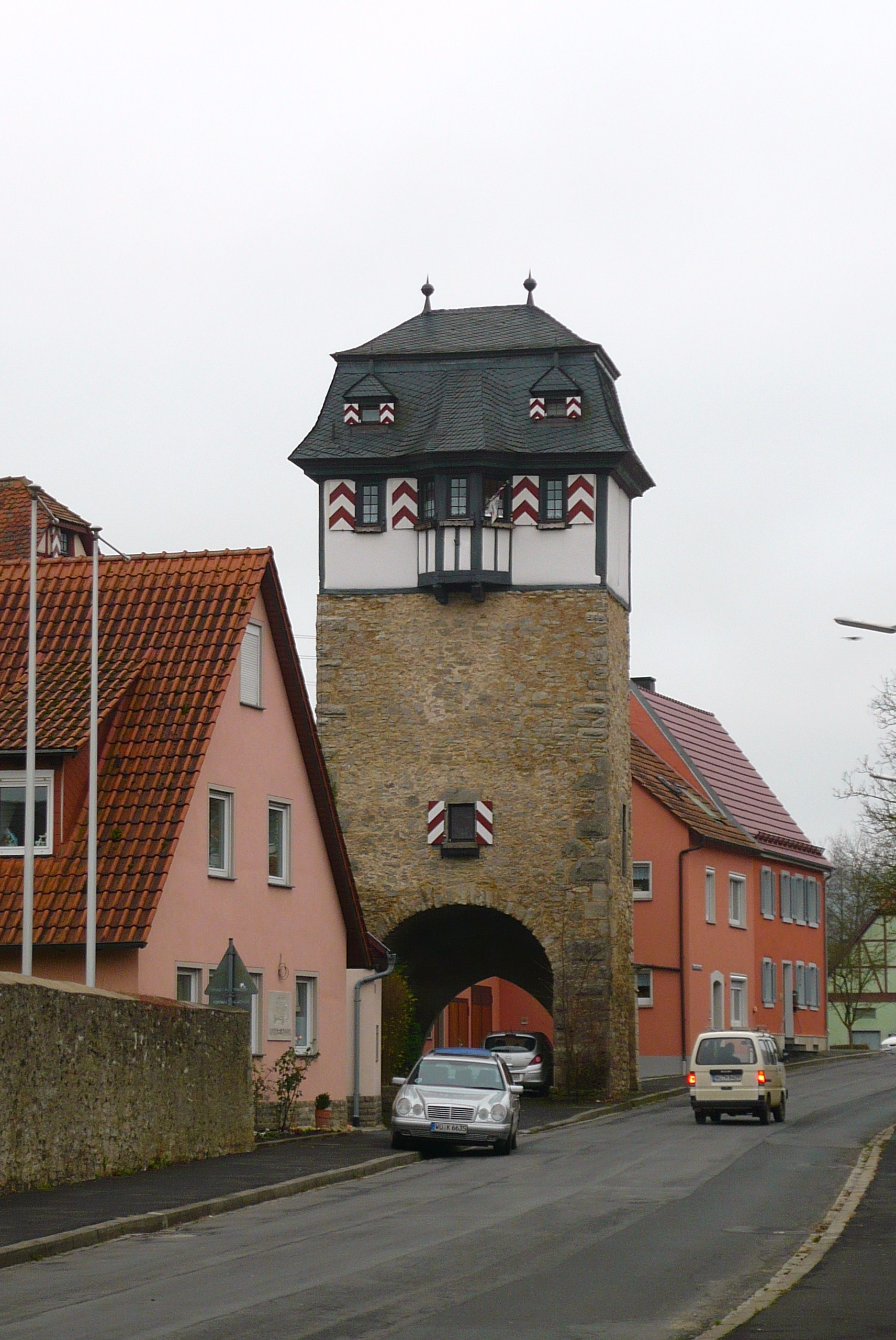
Stadttor
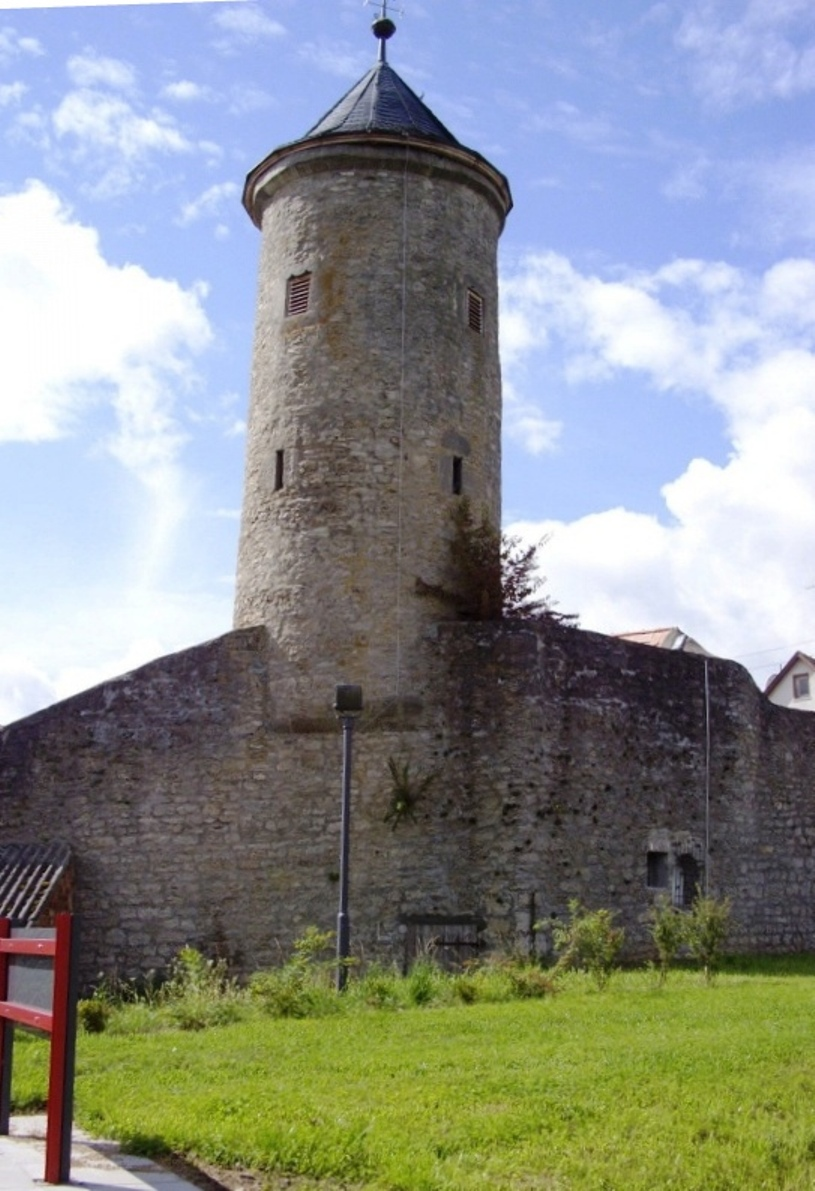
Schneckenturm

Altertheim ·
Aub ·
Bergtheim ·
Bieberehren ·
Bütthard ·
Eibelstadt ·
Eisenheim ·
Eisingen ·
Erlabrunn ·
Estenfeld ·
Frickenhausen a.Main ·
Gaukönigshofen ·
Gelchsheim ·
Gerbrunn ·
Geroldshausen ·
Giebelstadt ·
Greußenheim ·
Güntersleben ·
Hausen b.Würzburg ·
Helmstadt ·
Hettstadt ·
Höchberg ·
Holzkirchen ·
Kirchheim ·
Kist (Beieren) ·
Kleinrinderfeld ·
Kürnach ·
Leinach ·
Margetshöchheim ·
Neubrunn ·
Oberpleichfeld ·
Ochsenfurt ·
Prosselsheim ·
Randersacker ·
Reichenberg ·
Remlingen ·
Riedenheim ·
Rimpar ·
Rottendorf ·
Röttingen ·
Sommerhausen ·
Sonderhofen ·
Theilheim ·
Tauberrettersheim ·
Thüngersheim ·
Uettingen ·
Unterpleichfeld ·
Veitshöchheim ·
Waldbrunn ·
Waldbüttelbrunn ·
Winterhausen ·
Zell a.Main